# Aljaž (priimek)
Aljaž je priimek v Sloveniji, ki ga je po podatkih Statističnega urada Republike Slovenije na dan 1. januarja 2010 uporabljalo 115 oseb in je med vsemi priimki po pogostosti uporabe uvrščen na 3.846 mesto.

## Znani nosilci priimka
- Jakob Aljaž (1845—1927), rimskokatoliški duhovnik
- Julija Aljaž (um. i. July Jones) (*1998), slovenko-angleška pevka, besedilopiska in producentka